# Quercus argentata
Quercus argentata — вид рослин з родини букових (Fagaceae), поширений у південно-східній Азії.

## Опис
Дерево заввишки 30 метрів і більше; стовбур до 1 м у діаметрі. Кора гладка, блідо-сіра. Гілочки голі, сірувато-коричневі, густо вкриті бородавчастими, коричневими сочевичками. Листки шкірясті, еліптичні, довгасті, зворотно-ланцетні або ланцетні, 10–20 × 3–8 см; край цілий, загнутий; верхівка різко гостра або гостра; основа ослаблена, округла або гостра, трохи асиметрична; верх трохи сірувато-зелений, голий і яскравий; низ тьмяний зі щільним сріблястим зірчастим нальотом, ± гладкий; ніжка листка тонка, гладка, завдовжки 1–4 см. Чоловічі суцвіття 5–10 см завдовжки, густо волохаті. Жіночі суцвіття 2–3 см завдовжки, багато-квіткові, густо волохаті. Жолуді яйцеподібні або циліндричні, 2–3 × 1.5–2 см; чашечка з 8–12 концентричними кільцями, охоплює від 1/3 до 1/2 горіха.
Період цвітіння: липень — вересень. Період плодоношення: з жовтня по травень.

## Середовище проживання
Вид поширений на островах Борнео; Суматра; Малакка; Західна Ява; до 2700 метрів на горі Кінабалу.